# Amme
Amme (est. Amme jõgi) (inne nazwy: Aame, Ame, Amedi) – rzeka w Estonii o długości 59 km i powierzchni dorzecza 501 km². Wypływa z jeziora Kuremaa. Przepływa przez jezioro Kaiavere, a następnie Elistvere. Uchodzi do Emajõgi.